# Мерканције (Перуђа)
Мерканције је насеље у Италији у округу Перуђа, региону Умбрија.
Према процени из 2011. у насељу је живело 100 становника. Насеље се налази на надморској висини од 480 м.